# Parc Regional Muntanya de Riaño i Mampodre
El Parc Regional Muntanya de Riaño i Mampodre (designat fins a l'octubre de 2019 com a Parc Regional de Picos de Europa ) és un espai natural localitzat a l'extrem nord-est de la província de Lleó, a la comunitat autònoma de Castella i Lleó. Coincideix en la seva part més septentrional amb el Parc Nacional de Picos de Europa, que alberga el massís muntanyós dels Picos de Europa.
S'hi pot accedir des de Boñar per la comarcal LE-331 direcció el port de Sant Isidre, o per la carretera N-625 direcció Cistierna i N-621 direcció Riaño.

## Característiques
La Muntanya de Riaño, juntament amb els Picos de Europa, conformen la major formació calcària d'Europa Occidental amb importants processos càrstics, avencs que arriben a més de 1000 m i erosió glacial manifesta. D'entre els cims destaca la Torre de Cerredo amb 2650 metres d'altitud, i hi ha refugis de muntanya com els de Vegabaño i Collado Jermoso.
Les fagedes hi són el bosc principal, on creixen els grèvols, els teixos als barrancs ombrívols i els roures. El bedoll està representat per boscos que formen el límit natural de les fagedes sobre substrat silici de la zona. Al Parc Regional Muntanya de Riaño i Mampodre es troben representades totes les espècies del bosc atlàntic. Als seus cims habita l'isard (Rupicapra pyrenaica parva), als boscos el cabirol i el llop, amb presència ocasional de l'os bru europeu. Al parc habiten més de 100 espècies d'aus, entre les quals destaquen el gall fer, el picot negre, el voltor comú, l'àliga daurada, l'aufrany i el trencalòs.